# 254-я танковая бригада
254-я танковая бригада — танковая бригада Красной армии ВС СССР, в годы Великой Отечественной войны.
Условное наименование — войсковая часть полевая почта (в/ч пп) № 32500.
Сокращённое наименование — 254 тбр.

## История формирования
254-я танковая бригада сформирована на основании директивы Ставки ВГК от 12 июля 1942 года в Московском автобронетанковом центре на станции Костерёво Московской области. Формирование бригады началось с 18 июля 1942 года из 454-го и 455-го отдельных танковых батальонов которые состояли из командования взводов управления и обеспечения, 194-й мотострелково-пулемётный батальон прибыл 20 июля уже сформированный, все остальные подразделения формировались в Костерёво. Комплектование бригады производилось по штатам № 010/345 — 010/352 от 15 февраля 1942 года штатной численностью 1051 человек и 53 танка. Командиром бригады был назначен подполковник П. И. Липин, комиссаром — старший батальонный комиссар Н. С. Максимов. На момент погрузки бригады в эшелоны командно-начальствующий состав бригады был укомплектован на 65 %, отсутствовали начальник штаба бригады, помощник командира по технической части, командир 656-го танкового батальона и некоторые другие командиры.

…Понедельник, 20 июля 1942 г. Получаем технику, имущество. В течение дня прибывало пополнение: красноармейцы, в основном водители, младшие командиры. Получали и осваивали военную технику — специальные машины с большими будками вместо кузова. Их называли летучками — мастерские на колесах. Получали тракторы, тягачи, колесные грузовые машины ЗИС-5, ГАЗ-АА и иностранные: студебекеры, форды, мотоциклы с коляской марки «Харлей»…— Л. И. Фиалковский
20 июля 1942 года на вооружение бригады прибыли маршевыми ротами из других танковых бригад: в 655-й танковый батальон — 15 танков Т-34; в 656-й танковый батальон — 8 танков Т-34 и 14 танков Т-70; управление бригады — 1 танк Т-34 и 2 танка Т-70. Автотранспорт прибыл только к моменту погрузки бригады: 65 машин ГАЗ-АА, 7 машин ЗИС-5, 7 машин иностранного производства, 14 специальных автомашин, 3 трактора, 5 мотоциклов и 3 легковых автомобиля М-1.
22 июля 1942 года, на основании приказа заместителя наркома обороны генерал-лейтенанта танковых войск Федоренко № 0703293 от 21 июля 1942 года, бригада была направлена по железной дороге тремя эшелонами в распоряжение Сталинградского фронта, где должна была войти в состав 23-го танкового корпуса 1-й танковой армии.

## Участие в боевых действиях
Период вхождения в действующую армию: 30 июля 1942 года — 16 апреля 1943 года.
1-й эшелон бригады 31 июля 1942 года был разгружен на станции Басаргино и сосредоточился в селе Мариновка. Приказом № 0012 штаба 1-й танковой армии бригаде была поставлена задача сосредоточиться на западном берегу реки Дон и удерживать переправу в районе города Калач. 665-й танковый батальон к исходу дня переправился через Дон и 1 августа занял оборону. 3-й эшелон бригады в составе 656-го танкового батальона и роты технического обеспечения, 1 августа выгрузился на станции Арчеда и своим ходом, совершив двухсот километровый марш, проследовал в район сосредоточения бригады. 3 августа батальон в составе шести машин сосредоточился в Мариновка, остальные танки из-за технических неисправностей отстали в пути и только к 5 августа смогли сосредоточиться в указанном районе. Мотострелково-пулемётный батальон, следовавший во 2-м эшелоне, выгрузился на станции Раковка 3 августа и был в несколько этапов переброшен в район сосредоточения бригады.

Сражение за Абганерово. Август 1942 года.

Боевым распоряжением Сталинградского фронта № 00182/оп бригада была передана в состав 64-й армии. 3 августа части бригады походным порядком выдвинулись к новому месту назначения. Утром 4 августа бригада начала сосредотачиваться в населённом пункте Зеты. Большое количество автомашин и танков вышли из строя по пути следования, некоторые из них восстанавливали на месте поломки, другие подтягивали в Зеты для ремонта. 6 августа 655-й танковый батальон, в составе 11 танков Т-34 следуя в район МТФ совхоза имени Юркина. Высланная разведка в направлении разъезда 74-й километр в количестве трёх танков Т-34, была встречена группой из 4-х танков противника и выведена из строя.

…Во второй половине дня в расположение роты прибыл заместитель командира бригады по технической части военный инженер 2-го ранга Иванов. От него мы узнали, что 1-й танковый батальон под командованием капитана Рустикова в районе разъезда 74-й километр, между станциями Абганерово и Тингута, на марше был внезапно обстрелян из небольшой рощицы артиллерийскими снарядами. Батальон не успел опомниться, как потерял семь танков — шесть из них подбиты, а один сгорел. Из рощицы вышли четыре немецких танка, развернулись и ушли в степь, в сторону Аксая. Им вслед запоздало открыли беспорядочный огонь из уцелевших танков и даже не преследовали, настолько были растеряны. Потеряли при этом одиннадцать человек убитыми и ранеными. Батальон отошёл западнее разъезда 74-й километр и занял там оборону…— Л. И. Фиалковский
В 12.00 6 августа 655-й танковый батальон в количестве 8 танков перешёл в атаку в районе разъезда 74-й километр, в результате боя 6 танков Т-34 батальона были подбиты и один сгорел, потери противника составили 7 подбитых танков. Во время рекогносцировки местности командир бригады подполковник Липин от взрыва мины получил тяжёлое ранение обеих ног и был эвакуирован в госпиталь в Сталинград. Командование бригадой принял заместитель командира бригады майор Садовский. 7 августа был введён в бой 656-й танковый батальон в составе одного Т-34 и трёх Т-70, с поля боя вернулся только один танк Т-70, 2 танка сгорели и один танк был подбит, потери противника составили 6 танков, 2 противотанковых орудия и одна машина с пехотой. Батальон был отведён в район совхоза имени Юркина, где к тому времени сосредоточились штаб бригады, рота управления, мотострелковый пулемётный батальон, батарея противотанковых ружей и медико-санитарный взвод. 655-й танковый батальон занял оборону западнее совхоза.
8 августа бригада бригада в составе трёх танков Т-34 и трёх Т-70 и мотострелково-пулемётного батальона предприняла попытку наступать на разъезд 74-й километр, но успеха не имела. 9 августа бригада поддерживала 204-ю стрелковую дивизию в наступлении на разъезд 74-й километр. В бою участвовали 4 танка Т-34 и 3 танка Т-70 из состава 656-го танкового батальона, потери бригады составили три танка Т-34 и два Т-70, потери противника 4 танка, две миномётные батареи и три противотанковых орудия. 29 августа бригада была выведена из боя в район Зеты, где приводила себя в порядок. С 30 августа вела оборонительные бои в районах Кашары, Бинниково и деревни Елхи.
2 сентября 1942 года 254-я бригада была выведена из состава 13-го корпуса и передав оставшуюся боевую материальную часть 13-й танковой бригаде перешла в резерв Юго-Восточного фронта. До 23 сентября дислоцировалась в районе посёлка Новый где проводила доукомплектование.
С 24 по 27 сентября 1942 года бригада передислоцировалась в район посёлка Ханота, где вошла в оперативное подчинение 51-й армии. С 28 по 30 сентября вела наступательные бои в районе Садовое. С 1 по 22 ноября бригада находилась в резерве 51-й армии в районах Ханата и Зергента. С 23 по 27 ноября вела наступательные бои в районах: Шебенеры, Аршань, Зельмень, Обильное, Уманцево. С 28 ноября по 13 декабря бригада находилась в обороне в районах: Ковалевка, Котельниково и Элиста. С 14 по 20 декабря
бригада находилась в районе Плодовитое, где приводила себя в порядок. С 21 по 26 декабря бригада вела оборонительные бои в районе совхоз Юркина, разъезд Капкинский.
С 27 декабря 1942 года по 9 января 1943 года бригада находилась в оперативном подчинении 57-й армии, дислоцировалась в районе колхоза имени 8-е марта. С 10 января по 2 февраля бригада вела уличные бои по уничтожению окружённого противника в районе города Сталинград. С 3 февраля по 16 апреля 1943 года бригада находилась в резерве 57-й армии с местом дислокации город Сталинград.
После 17 апреля бригада боевых действий не вела, выведена в резерв ставки ВГК на доукомплектование в город Тамбов, в Тамбовский танковый военный лагерь, куда прибыла 1 мая 1943 года. 2 февраля 1944 года передислоцировалась совместно с военным лагерем в город Павлоград, где занималась подготовкой экипажей танков для формирующихся танковых частей. С 8 октября 1944 года по 20 июня 1945 года находилась в Украинском (бывший Павлоградский) танковом военном лагере с местом дислокации город Ровно.

## Состав
- Управление бригады
- 655-й отдельный танковый батальон (штат № 010/346)
- 656-й отдельный танковый батальон (штат № 010/346)
- 254-й мотострелково-пулемётный батальон (штат № 010/347)
- 254-я истребительно-противотанковая батарея (штат № 010/348)
- 254-я рота управления (штат № 010/350)
- 254-я рота технического обеспечения (штат № 010/351)
- 254-й медико-санитарный взвод (штат № 010/352)

- Управление бригады
- 1-й отдельный танковый батальон
- 2-й отдельный танковый батальон
- 1-й мотострелково-пулемётный батальон
- 2-й мотострелково-пулемётный батальон
- Рота управления
- 189-й танковый полк (с 18.12.1942)

- Управление бригады (штат № 010/270)
- 1-й отдельный танковый батальон (штат № 010/271)
- 2-й отдельный танковый батальон (штат № 010/272)
- Мотострелково-пулемётный батальон (штат № 010/273)
- Истребительно-противотанковая батарея (штат № 010/274)
- Рота управления (штат № 010/275)
- Рота технического обеспечения (штат № 010/276)
- Медико-санитарный взвод (штат № 010/277)
- Рота противотанковых ружей (штат № 010/375)
- Зенитно-пулемётная рота (штат № 010/451)

## Подчинение
| Подчинение     | Подчинение                | Подчинение                  | Подчинение           | Подчинение |
| Дата           | Фронт (военный округ)     | Армия                       | Корпус               | Примечания |
| -------------- | ------------------------- | --------------------------- | -------------------- | ---------- |
| 1.08.1942 года | Сталинградский фронт      | фронтового подчинения       | -                    | -          |
| 1.09.1942 года | Юго-Восточный фронт       | 64-я армия                  | 13-й танковый корпус | -          |
| 1.10.1942 года | Сталинградский фронт      | фронтового подчинения       | 2-й танковый корпус  | -          |
| 1.11.1942 года | Сталинградский фронт      | 51-я армия                  | -                    | -          |
| 1.12.1942 года | Сталинградский фронт      | 51-я армия                  | -                    |            |
| 1.01.1943 года | Донской фронт             | 57-я армия                  | -                    | -          |
| 1.02.1943 года | Донской фронт             | 64-я армия                  | -                    | -          |
| 1.03.1943 года | Резерв ставки ВГК         | Сталинградская группа войск | -                    | -          |
| 1.04.1943 года | Резерв ставки ВГК         | Сталинградская группа войск | -                    | -          |
| 1.05.1943 года | Приволжский военный округ | -                           | -                    | -          |
| 1.06.1943 года | Приволжский военный округ | -                           | -                    | -          |
| 1.07.1943 года | Приволжский военный округ | -                           | -                    | -          |
| 1.08.1943 года | Приволжский военный округ | -                           | -                    | -          |
| 1.09.1943 года | Приволжский военный округ | -                           | -                    | -          |
| 1.10.1943 года | Приволжский военный округ | -                           | -                    | -          |
| 1.11.1943 года | Орловский военный округ   | -                           | -                    | -          |
| 1.12.1943 года | Орловский военный округ   | -                           | -                    | -          |
| 1.01.1944 года | Орловский военный округ   | -                           | -                    | -          |
| 1.02.1944 года | Резерв ставки ВГК         | -                           | -                    | -          |
| 1.03.1944 года | Резерв ставки ВГК         | -                           | -                    | -          |
| 1.04.1944 года | Резерв ставки ВГК         | -                           | -                    | -          |
| 1.05.1944 года | Харьковский военный округ | -                           | -                    | -          |
| 1.06.1944 года | Харьковский военный округ | -                           | -                    | -          |
| 1.07.1944 года | Харьковский военный округ | -                           | -                    | -          |
| 1.08.1944 года | Харьковский военный округ | -                           | -                    | -          |
| 1.09.1944 года | Харьковский военный округ | -                           | -                    | -          |
| 1.10.1944 года | Резерв ставки ВГК         | -                           | -                    | -          |
| 1.11.1944 года | Резерв ставки ВГК         | -                           | -                    | -          |
| 1.12.1944 года | Резерв ставки ВГК         | -                           | -                    | -          |
| 1.01.1945 года | Резерв ставки ВГК         | -                           | -                    | -          |
| 1.02.1945 года | Резерв ставки ВГК         | -                           | -                    | -          |
| 1.03.1945 года | Львовский военный округ   | -                           | -                    | -          |
| 1.04.1945 года | Львовский военный округ   | -                           | -                    | -          |
| 1.05.1945 года | Львовский военный округ   | -                           | -                    | -          |

## Командование бригады

### Командиры бригады
- Липин, Павел Иосифович (18.07.1942 — 06.08.1942), подполковник (тяжело ранен 06.08.1942)[5][9];
- Садовский, Фёдор Емельянович (06.08.1942 — 13.11.1943), майор, подполковник, полковник[10][11];
- Юрченко, Пётр Фомич (13.11.1943 — 23.03.1944), полковник;
- Вержбицкий, Михаил Сидорович (23.03.1944 — 03.01.1945), полковник;
- Проскуров, Иван Иванович (08.02.1945 — 29.10.1945), полковник[12]

### Заместители командира по строевой части
- Садовский Фёдор Емельянович (18.07.1942 — 06.08.1942), майор;
- Михайлов Исай Петрович[13] (01.1943 — 04.1943), подполковник

### Военные комиссары бригады, с 09.10.1942 — заместители командира бригады по политической части
- Максимов Николай Сергеевич (14.07.1942 — 08.02.1943), старший батальонный комиссар, подполковник;
- Чёрный Абрам Фреймович (08.02.1943 — 29.10.1945), подполковник[14]

### Начальники штаба бригады
- Максимов Василий Сергеевич (08.1942 — 11.08.1942), майор (умер от ран 11.08.1942);
- Калинин (11.08.1942 — 15.09.1942), капитан (ВРИД);
- Ситков Георгий Васильевич (15.09.1942 — 03.09.1943), майор, подполковник;
- Ионов Пётр Филиппович (03.09.1943 — 06.02.1944), майор;
- Гуров Алексей Андреевич (06.02.1944 — 17.03.1945), подполковник;
- Гусаков Николай Фёдорович (17.03.1945 — 10.08.1945), полковник[12]

## Послевоенная история
29 октября 1945 года 254-я танковая бригада была переформирована в 254-й танковый полк (в/ч 32500) который вошёл в состав 32-й гвардейской механизированной дивизии 8-й механизированной армии Прикарпатского военного округа с местом дислокации город Бердичев Житомирской области.
В 1957 году 254-й танковый полк вошёл в состав 41-й гвардейской танковой Бердичевской ордена Богдана Хмельницкого дивизии (в/ч 61211) преобразованной из 32-й гвардейской механизированной дивизии. 11 января 1965 года дивизии была возвращена нумерация времён ВОВ 117-я гвардейская танковая Бердичевская ордена Богдана Хмельницкого дивизия. 1 ноября 1968 года дивизия стала учебной, полк соответственно стал 254-м учебным танковым полком. 1 сентября 1987 года дивизия была преобразована в 119-й гвардейский окружной учебный центр. В январе 1991 года 119-й гвардейский окружной учебный центр Прикарпатского военного округа вошёл в состав ВС Украины.